# کلشا
کلشا (انگلیسی: klesha)، درد، فشار یا ترسهای پنج‌گانه که همراه با تولد انسان هستند.

## پنج منشأ تموجات ذهنی
پاتانجلی پس از تجزیه و تحلیل ساخت روانی انسان به این نتیجه می‌رسد که منشأ و منبع تموجات ذهنی که پنج قسم فعالیت دارد، عبارت است از نادانی (avidya)، احساس انیت (asmita)، شهوت (raga)، تنفر و حالت بیزاری (dvesa) و دلبستگی به حیات (abhinivesa) این پنج منشأ تموجات ذهنی ایجاد رنج و مشقت می‌کند (Kleśa) و اصولاً میوه‌های رنج آلود و زهر آلود می‌پروراند که دمی از گزند آنان آسایش نداریم.

## ایشوارااز کلشا تأثیر پذیری ندارد
خودگرایی (اگوییسم egoism) انفرادی است، ولی بر عکس او، ایشوار از بدبختی‌های ناشی از جهالت، اگوییسم، اعمال خیر و شر، وابستگی‌ها، حرص و علاقهٔ مفرط به زند گی تأثیر پذیری ندارد، هر پنج کلشا (klesha)، و اعمال خیر و شرّی که از آنها صادر می‌شود، و ثمرات شان در قالب خوشبختی و بدبختی و تأثیرات متقابلی که اینها در حافظه باقی می‌گذارند، و رنجی که حافظه از این تأثیر برمی‌دارد، هیچ‌کدام در ایشوار اثر ندارند.